# Khemshili
Els khemshili (també khemshin) és un grup armeni convertit a l'islam al segle xviii, quan vivia a Turquia.
Vivien fins al segle XX a les ribes dels rius Firtim i Karadere i avui dia es pot dir que han estat assimilats pels turcs. El 1926 n'hi havia 629 que vivien a la República Socialista Soviètica d'Armènia però foren deportats a l'Àsia central el 1944 amb els karapkapakh d'Armènia i els meskhetis; els kemshili i karakapakhs foren llavors classificats com a meskhetis. Una vegada rehabilitats el 1967 van ser considerats àzeris però no van poder tornar i viuen a l'Uzbekistan. Actualment són uns 1400.